# August Wilhelm Willerding
August Wilhelm Willerding (* 12. Januar 1821 in Hildesheim; † 3. Oktober 1897 in Dalheim) war ein preußischer Generalmajor.

## Leben

### Herkunft
Seine Eltern waren der hannoverische Konsitorialprokurator und Notar Willerding und dessen Ehefrau Wilhelmine, geborene Steding.

### Militärkarriere
Er erhielt seine Schulbildung auf dem Gymnasium Andreanum in Hildesheim, wo er sich als begabter Mathematiker zeigte. Nach seinem Abschluss ging er am 14. Mai 1830 zunächst als Kanonier in die 3. Artilleriebrigade der Preußischen Armee. Von 1838 bis 1841 absolvierte er die Vereinigte Artillerie- und Ingenieurschule, avancierte Mitte Oktober 1841 zumaggregierten Sekondeleutnant und wurde ein Jahr später als Artillerieoffizier einrangiert. Am 1. Oktober 1847 wurde er zum Feuerwerksleutnant ernannt und am 22. Juli 1852 mit Patent vom 22. Juni 1852 zum Premierleutnant befördert sowie zur Artillerieprüfungskommission kommandiert. Am 2. Juli 1857 wurde er unter Belassung in seinem Kommando als Hauptmann in das Garde-Artillerie-Regiment versetzt. Unter Stellung à la suite wurde Willerding Mitte Februar 1859 Mitglied der Artillerieprüfungskommission. Für die Dauer der Mobilmachung anlässlich des Sardinischen Krieges war er 1859 Führer der Garde-Reserve-Artillerie-Kompanie. Am 2. Februar 1864 kam er auch in die Prüfungskommission für Premierleutnants der Artillerie. Unter Entbindung von seiner Stellung als Mitglied der Prüfungskommission wurde er am 17. Juli 1865 mit Datum vom 1. Juli 1865 in die Abteilung für Artillerieangelegenheiten des Kriegsministeriums versetzt. Am 18. Juni 1869 zum Oberstleutnant befördert, am 21. Oktober 1869 mit der Wahrnehmung der Geschäfte der Artillerieabteilung beauftragt, am 14. Juli 1870 bekam er die Ernennung zum Chef der Abteilung. Als solcher widerstand er mit Roon und Hindersin den Versuchen Krupps bei der Artillerie eine Monopolstellung zu erlangen.
Am 18. August 1871 wurde er zum Oberst befördert, am 4. Dezember 1871 zum Präses der Artillerieprüfungskommission ernannt und à la suite des Kriegsministeriums gestellt. Am 12. November 1872 wurde er mit Pension zur Disposition gestellt, dazu erhielt er den Kronen-Orden II. Klasse sowie die Genehmigung zum Tragen seiner bisherigen Uniform. Am 2. Juli 1878 erhielt er den Charakter als Generalmajor. Am 18. Juni 1884 erwähnte ihn Theodor Fontane in einem Brief an Friedrich Stephany. Er starb am 3. Oktober 1897 unverheiratet in Dalheim.